# Cheiron (Töpfer)
Cheiron war ein griechischer Töpfer im 2. Viertel des 6. Jahrhunderts v. Chr., tätig in Athen.
Er ist nur bekannt durch seine Signatur ([Χ]ε̣ιρον εποιε) auf Fragmenten einer attisch-schwarzfigurigen Schale von der Athener Akropolis (Athen, Nationalmuseum Akr. 1780). Diese wurde vom C-Maler mit der Darstellung eines Kriegerkampfes bemalt.
Die Signatur ist jedoch nur fragmentarisch erhalten, es fehlt der erste Buchstabe, der vierte Buchstabe kann als Delta oder als Rho gelesen werden, daher kommen auch die Namen Cheidon oder Pheidon in Frage. Er ist nicht identisch mit dem Töpfer Chiron.